# Zion Christian Church (Star)
Zion Christian Church (ZCC-ya-Naledi)  är en av de största sionistkyrkorna i Sydafrika, bildad av Edward Lekganyane.
Kyrkan har sina rötter i Zion Christian Church, bildad av Edwards far, Engenas Lekganyane. Efter den sistnämndes död 1948 uppstod det stridigheter kring vem som skulle överta ledningen av kyrkan mellan Edward och hans bror Joseph Lekganyane och kyrkan splittrades i två kyrkor som båda gjorde anspråk på att vara den sanna arvtagaren till faderns ZCC. För att skilja de båda åt har de kommit att benämnas utifrån respektive kyrkas emblem, i ZCC (Star)s fall en femuddig stjärna i silver som, tillsammans med grönsvarta band, bärs på medlemmarnas klädedräkter. 

## Rituell dans
Invandrade, isiZulu-talande arbetare som tillhörde Edwards falang brände ner bostäder tillhörande Josephs anhängare, under det att man dansade runt och sjöng u yasha umkhukhu (hyddan brinner). 
Dessa episoder har kallats motheo wa Kereke (kyrkans grundläggande) och dansen mokhukhu spelar idag en central roll i kyrkans gudstjänstordning. Namnet används även på den grupp inom kyrkan som utför dansen. Dessa män är klädda i khakifärgade kostymer och stora vita skor, kallade  manyanyatha. På bröstfickan bär de kyrkans emblem, en silverstjärna med bokstäverna ZCC på.

## Splittring
En av kyrkans pastorer, Frederick S Modise, bröt sig 1962 ur ZCC och bildade en ny sionistkyrka, the International Pentecost Church. 